# Palais de Liria
Le palais de Liria (en espagnol : Palacio de Liria) est un palais de Madrid, en Espagne.

## Histoire
Construit vers 1770 par le duc de Berwick James Fitz-James Stuart sur des plans de Ventura Rodríguez. Il a par la suite été une propriété de la maison d'Albe.
Tout le bâtiment, à l'exception des façades, a été détruit pendant la guerre d'Espagne. Il a depuis été reconstruit et reste une résidence privée, en partie grâce à la 18e duchesse d'Albe, Cayetana Fitz-James Stuart. L'intérieur a été notamment remodelé par Edwin Lutyens. C'est dans ce palais qu'en 1920 était morte la dernière souveraine de France, l'impératrice Eugénie, épouse de l'empereur Napoléon III.
Le palais contient une collection privée d'art avec notamment des tableaux d'El Greco, Le Pérugin, Palma il Vecchio, Titien, Francesco Furini, Andrea Vaccaro, Guardi, Francisco de Goya, Bartolomé Esteban Murillo, Rembrandt, Rubens, José de Ribera, Ingres, Joshua Reynolds ou encore Diego Velázquez, et gravures d'Andrea Mantegna, Albrecht Dürer ou Antoine van Dyck. Lavinia Fontana y est représentée par son Mars et Vénus. Il abrite également la Bible d'Albe.

## Source de la traduction
- (en) Cet article est partiellement ou en totalité issu de l’article de Wikipédia en anglais intitulé « Liria Palace » (voir la liste des auteurs).